# Andrej Vladimirovič Čibis
Andrej Vladimirovič Čibis (rusky Андрей Владимирович Чибис; * 19. března 1979) je ruský politik. Od roku 2019 je 5. gubernátorem Murmanské oblasti. Od 15. listopadu 2019 je také tajemníkem Murmanské regionální pobočky strany Jednotné Rusko. Kvůli podpoře ruské invaze na Ukrajinu a kvůli podílu na únosech dětí během ruské invaze na Ukrajinu figuruje na sankčních seznamech mnoha západních zemí.